# Lagan (miejscowość w Szwecji)
Lagan – miejscowość (tätort) w Szwecji, w regionie administracyjnym (län) Kronoberg, w gminie Ljungby.
Według danych Szwedzkiego Urzędu Statystycznego liczba ludności wyniosła: 1550 (31 grudnia 2015), 1669 (31 grudnia 2018) i 1662 (31 grudnia 2019).